# بياتريس عطالله
بياتريس جانين عطا الله (بالفرنسية: Béatrice Jeanine Atallah)‏ هي سياسية مدغشقرية من أصل لبناني ولدت في يوم 17 أغسطس 1959 في اقليم أنوسي في جنوب مدغشقر. شغلت منصب وزيرة الخارجية من يناير 2015 إلى أغسطس 2017 في حكومتي جان رافيلوناريفو وأوليفييه ماهافالي. هي حالياً رئيسة لجنة المحيط الهندي.